# Think Visual
Albums de The Kinks
Word of Mouth
(1984) Live: The Road
(1988)
Singles
1. Rock 'n' Roll Cities (en)
Sortie : 17 novembre 1986
2. How Are You (en)
Sortie : 22 décembre 1986
3. Lost and Found (en)
Sortie : 3 avril 1987

Think Visual est un album du groupe de rock anglais The Kinks sorti en 1986. Il s'agit de leur premier disque sur leurs nouveaux labels: London Records au Royaume-Uni et MCA Records aux États-Unis. Il marque un petit renouveau des Kinks sur les radios françaises, qui se remettent à passer des chansons du groupe avec la sortie de cet album.[réf. nécessaire]

## Contenu
Ray Davies continue son travail de témoin d'une époque. Working at the Factory décrit les efforts d'un jeune homme se lançant dans la musique pour échapper à la vie de l'usine, pensant y être arrivé au début de son succès, et découvrant ensuite que le show-biz où il se retrouve constitue une usine tout aussi contraignante. Think Visual tourne en dérision le marketing à outrance où l'image compte autant et plus que le contenu : il en sait quelque chose, l'ancienne tenue « à la Dickens » des Kinks ayant participé à la construction de leur image, et les tenues d'écoliers anglais enfilées pour Schoolboys in Disgrace ayant influencé Angus Young au point de lui fournir sa tenue de scène.
How Are You constitue un salut amical à Chrissie Hynde, mère d'un de ses enfants (et alors en plein succès mondial avec Learning to Crawl, dans un style non étranger à celui des Kinks de la première époque).
Les titres Lost and Found, Repetition, Killing Time et surtout Sleazy Town, qui flirte avec la musique de blues se détachent particulièrement dans l'album. Les radios françaises ne diffuseront cependant de façon régulière que Think Visual et How Are You.

## Titres
Toutes les chansons sont écrites et composées par Ray Davies, sauf mention contraire.
| 1. | Working at the Factory |  | 2:58 |
| 2. | Lost and Found (en)    |  | 5:19 |
| 3. | Repetition             |  | 4:06 |
| 4. | Welcome to Sleazy Town |  | 3:50 |
| 5. | The Video Shop         |  | 5:15 |

| 6.  | Rock 'n' Roll Cities (en) | Dave Davies | 3:43 |
| 7.  | How Are You (en)          |             | 4:27 |
| 8.  | Think Visual              |             | 3:12 |
| 9.  | Natural Gift              |             | 3:44 |
| 10. | Killing Time              |             | 4:02 |
| 11. | When You Were a Child     | Dave Davies | 3:40 |

## Musiciens
- The Kinks :
  - Ray Davies : chant, guitare rythmique, claviers, harmonica
  - Dave Davies : guitare solo, chœurs, claviers, chant sur Rock 'n' Roll Cities et When You Were a Child
  - Ian Gibbons : claviers, chœurs
  - Jim Rodford : basse, chœurs
  - Bob Henrit : batterie, percussions sauf sur Rock 'n' Roll Cities

- Musiciens supplémentaires :
  - Mick Avory : batterie sur Rock 'n' Roll Cities
  - Kim Goody : chœurs sur Think Visual